# Henry Kissinger
Henry Alfred Kissinger (ur. jako Heinz Alfred Kissinger 27 maja 1923 w Fürth, zm. 29 listopada 2023 w Kent) – amerykański polityk i dyplomata będący z  pochodzenia niemieckim Żydem, profesor nauk politycznych na Uniwersytecie Harvarda, doradca ds. bezpieczeństwa narodowego i sekretarz stanu podczas prezydentur Richarda Nixona oraz Geralda Forda. Za swój wkład podczas negocjacji w czasie wojny wietnamskiej otrzymał w 1973 Pokojową Nagrodę Nobla. Człowiek Roku tygodnika „Time” w 1972 razem z prezydentem Richardem Nixonem, laureat Nagrody Karola Wielkiego w 1987.

## Wczesne lata

### Młodość

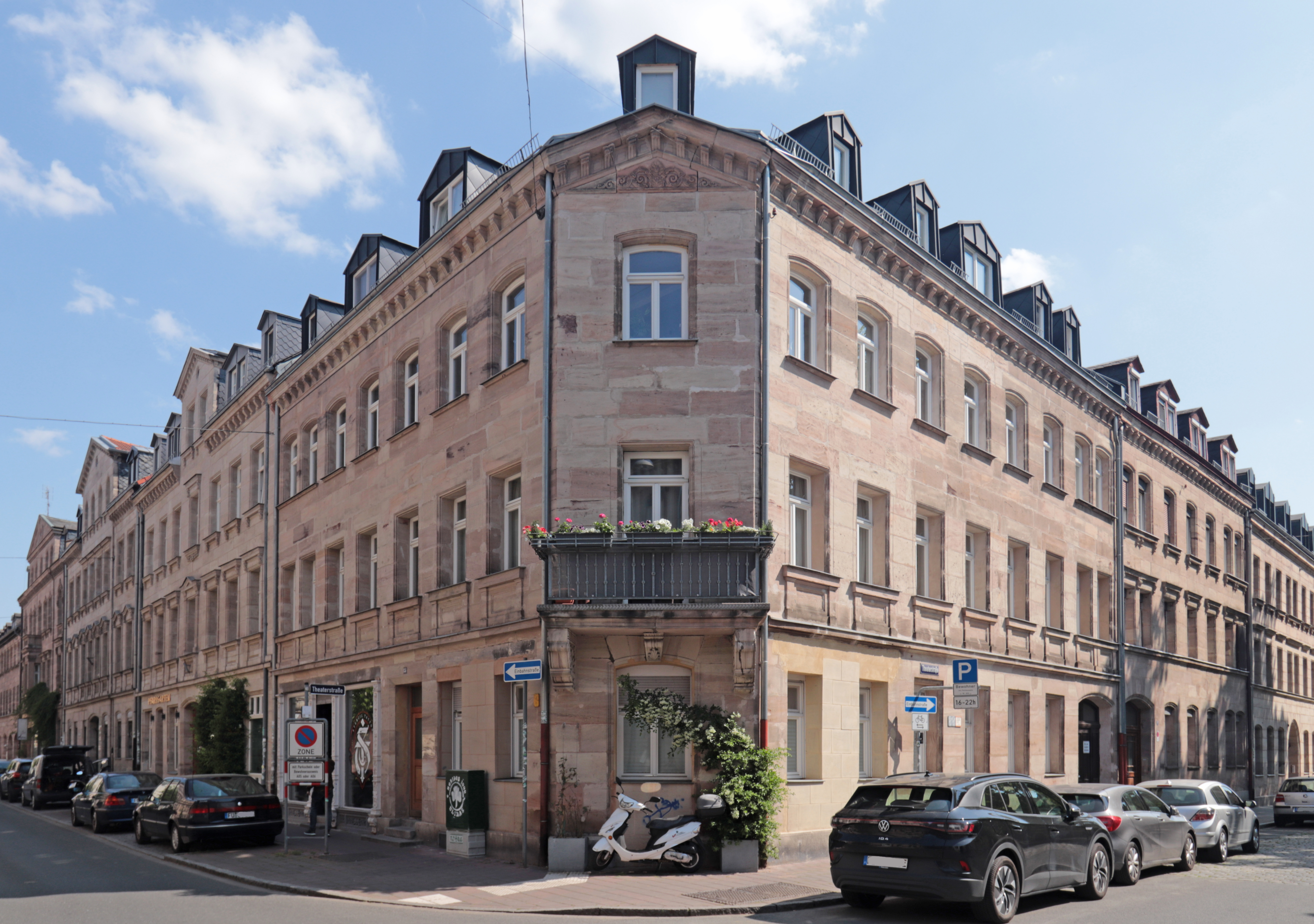
Kamienica przy ulicy Mathildenstraße 23 w Fürth, w której Henry Kissinger przyszedł na świat

Henry Kissinger urodził się 27 maja 1923 w Fürth w niemieckiej Bawarii, w rodzinie żydowskiej. Był synem nauczyciela Louisa Kissingera (ur. 1887) oraz pochodzącej ze stosunkowo zamożnej i wpływowej rodziny Pauli Kissinger z domu Stern (ur. 1901 w Leutershausen). Jego prapradziadkiem ze strony ojca był Meyer Löb (1767–1838), żydowski nauczyciel z Kleineibstadt, który w 1817 przyjął nazwisko Kissinger na cześć uzdrowiskowej miejscowości Bad Kissingen, będącej od 1795 jego miejscem zamieszkania – zastosował się w ten sposób do przyjętego w 1813 w Bawarii prawa, które wymagało od niemających (w sensie niemieckim) nazwisk Żydów ich posiadania. Miał młodszego brata Waltera (1924–2021). Był wychowywany w ortodoksyjnej odmianie wyznania żydowskiego i w młodości spędzał codziennie dwie godziny na pilnym studiowaniu Biblii i Talmudu.
Jako dziecko Kissinger często spotykał się z przejawami antysemityzmu, będącego integralną częścią niemieckiego nazistowskiego nacjonalizmu zapoczątkowanego w następstwie porażki Niemiec w I wojnie światowej i twardych warunków traktatu wersalskiego z 1919. Kilka razy został pobity przez strażników stadionu, gdy będąc miłośnikiem piłki nożnej protestował przeciwko przepisom zabraniającym Żydom udziału w profesjonalnych imprezach sportowych, ponadto wraz z przyjaciółmi regularnie doświadczał przemocy ze strony lokalnych grup członków Hitlerjugend. Na porządku dziennym były także doświadczane w przestrzeni publicznej obelgi i wyzwiska.
Kissinger był nieśmiałym i introwertycznym dzieckiem. Mając dobre wyniki w nauce w lokalnej szkole żydowskiej marzył o kontynuowaniu nauki w Gymnasium, prestiżowej państwowej szkole średniej, jednak zanim osiągnął odpowiedni wiek, przestała ona przyjmować Żydów. W 1938 rodzina Kissingera w reakcji na coraz bardziej antysemicką politykę Niemiec podjęła decyzję o ucieczce do Stanów Zjednoczonych. 20 sierpnia 1938 rodzina wyruszyła drogą morską przez Londyn do Nowego Jorku.

### Edukacja, służba wojskowa i udział w II wojnie światowej
Po przybyciu do Stanów Zjednoczonych Henry Kissinger podjął pracę w fabryce pędzli do golenia, aby poprawić warunki finansowe swojej biednej wówczas rodziny. We wrześniu 1938 zapisał się też do nowojorskiej szkoły średniej George Washington High School, gdzie całkiem szybko nauczył się języka angielskiego i osiągał dobre wyniki ze wszystkich przedmiotów. Kissinger ukończył szkołę w 1940 i kontynuował naukę w City College of New York planując zostać księgowym.
W 1943 Kissinger przyjął amerykańskie obywatelstwo i niedługo później został powołany do armii aby w jej szeregach walczyć w II wojnie światowej. Najpierw przeszedł podstawowe szkolenie w bazie Camp Croft w Spartanburgu w stanie Karolina Południowa, po czym armia wysłała go na studia inżynierskie do Lafayette College w stanie Pensylwania w ramach Programu Szkolenia Specjalistycznego Armii (Army Specialized Training Program), jednak program ten został odwołany, a Kissingera przeniesiono do 84 Dywizji Piechoty. Tam poznał Fritza Kraemera, niemieckiego imigranta, który zauważywszy biegłość w posługiwaniu się językiem niemieckim i cechy intelektualne Kissingera załatwił mu przydział do wywiadu wojskowego dywizji. Kissinger wraz z 84 Dywizją brał udział w walkach, początkowo na terenie Francji jako strzelec, później zaś zgłosił się na ochotnika do ryzykownych zadań wywiadowczych podczas bitwy o Ardeny.
Podczas postępów amerykańskich wojsk w Niemczech Henry Kissinger, choć był jedynie szeregowym (najniższy stopień wojskowy), został mianowany kierownikiem administracji miasta Krefeld z powodu braku niemieckojęzycznych osób w sztabie wywiadu dywizji. Następnie Kissinger został przeniesiony do Korpusu Kontrwywiadu (Counter Intelligence Corps, CIC), gdzie został agentem specjalnym CIC w stopniu sierżanta. Przydzielono mu kierownictwo nad rezydującym w Hanowerze zespołem, mającym za zadanie tropić funkcjonariuszy Gestapo i innych nazistów. W czerwcu 1945 Kissinger został mianowany komendantem oddziału CIC w Bensheim w powiecie Bergstraße, odpowiedzialnym za denazyfikację tego obszaru. Chociaż posiadał władzę absolutną i uprawnienia do aresztowań, Kissinger dbał o to, aby pod jego dowództwem nie dochodziło do nadużyć wobec miejscowej ludności.

## Kariera naukowa

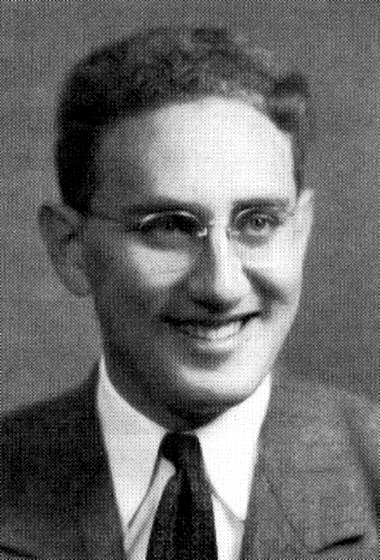
Henry Kissinger w 1950

Jeszcze w trakcie II wojny światowej Henry Kissinger porzucił plany zostania księgowym i zdecydował, że chce zostać pracownikiem naukowym skupiającym się na historii politycznej. Przed powrotem do Stanów Zjednoczonych przez rok nauczał w Europejskiej Szkole Dowództwa Wywiadu (European Command Intelligence School). W 1947 wrócił do Stanów Zjednoczonych i został przyjęty na Uniwersytet Harvarda, aby mógł napisać pracę dyplomową w ramach studiów pierwszego stopnia. Ukończona w 1950 praca The Meaning of History: Reflections on Spengler, Toynbee and Kant poruszała obszerną tematykę: znaczenie historii. Po skończeniu studiów z zakresu nauk politycznych z oceną summa cum laude zdecydował się pozostać na Uniwersytecie Harvarda żeby zrobić doktorat w Departamencie Rządowym. W napisanej w 1954 a opublikowanej w 1957 pracy doktorskiej A World Restored: Metternich, Castlereagh and the Problems of Peace, 1812–22 badał i analizował wysiłki austriackiego dyplomaty Klemensa von Metternicha na rzecz przywrócenia prawowitego porządku międzynarodowego w Europie po wojnach napoleońskich. Metternich wywarł znaczący wpływ na późniejsze prowadzenie polityki zagranicznej przez Henry’ego Kissingera, przede wszystkim przez swoje stanowcze przekonanie, że nawet głęboko wadliwy porządek świata jest lepszy od rewolucji i chaosu.
Po uzyskaniu doktoratu w 1954 Kissinger przyjął ofertę pozostania na Uniwersytecie Harvarda jako członek wydziału w Departamencie Rządowym. Kissinger po raz pierwszy zyskał szeroki rozgłos w kręgach akademickich dzięki swojej książce Nuclear Weapons and Foreign Policy z 1957, w której sprzeciwiał się polityce prezydenta Stanów Zjednoczonych Dwighta Eisenhowera polegającej na ukrywaniu groźby masowego odwetu w celu odparcia radzieckiej agresji. Zamiast tego Kissinger zaproponował „elastyczny” model reakcji, argumentując, że ograniczona wojna prowadzona przy użyciu sił konwencjonalnych i taktycznej broni jądrowej w rzeczywistości jest możliwa do wygrania. Pełnił funkcję członka wydziału Harvarda od 1954 do 1969, uzyskując posadę z gwarancją zatrudnienia (tenure) w roku 1959.

## Kariera polityczna

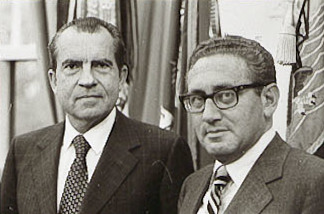
Prezydent Stanów Zjednoczonych Richard Nixon (po lewej) i Henry Kissinger w 1972

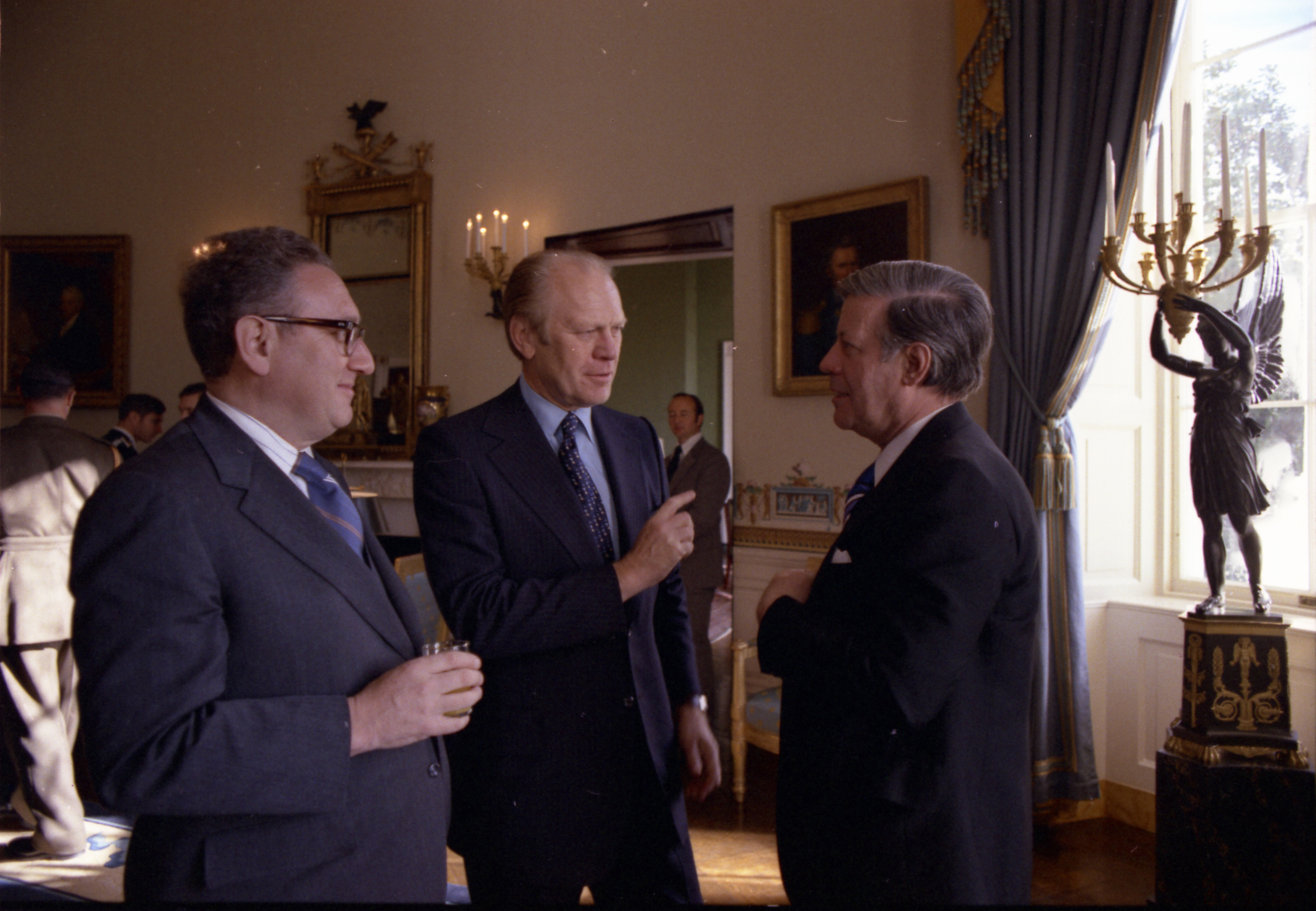
Henry Kissinger, prezydent Stanów Zjednoczonych Gerald Ford i kanclerz Niemiec Helmut Schmidt podczas rozmowy w Pokoju Niebieskim Białego Domu w 1974

Chcąc mieć większy wpływ na politykę zagraniczną Stanów Zjednoczonych, Henry Kissinger został doradcą ds. polityki zagranicznej podczas kampanii prezydenckich Nelsona Rockefellera, wspierając jego starania o nominację Partii Republikańskiej w latach 1960, 1964 i 1968. W latach 1961–1968, oprócz wykładania na Uniwersytecie Harvarda, był specjalnym doradcą prezydentów Johna F. Kennedy’ego i Lyndona B. Johnsona w sprawach polityki zagranicznej. W 1969 ostatecznie odszedł z Harvarda i objął funkcję doradcy ds. bezpieczeństwa narodowego, którą pełnił do 1975, ponadto w latach 1973–1977 sprawował też urząd sekretarza stanu – oba stanowiska piastował najpierw w administracji prezydenta Richarda Nixona, a później Geralda Forda. W 1972 wraz z Richardem Nixonem został Człowiekiem Roku tygodnika „Time”.

### Wojna wietnamska i relacje z Chinami
Wielką próbą polityki zagranicznej w karierze Kissingera była wojna wietnamska, która zanim został doradcą ds. bezpieczeństwa narodowego stała się niezwykle kosztowna, zabójcza i niepopularna. Dążąc do osiągnięcia „pokoju z honorem”, Kissinger połączył deklaracje pokojowe i plany wycofania wojsk z eskalacją wojny poprzez niszczycielskie kampanie bombowe w Wietnamie Północnym, Laosie i Kambodży („bestialski, decydujący cios”), obliczone na zmuszenie Hanoi do negocjacji pokojowych i utrzymanie międzynarodowego prestiżu Stanów Zjednoczonych. W 1970 Nixon i Kissinger użyli dezinformacji, by przełamać opór Departamentu Stanu, CIA i Departamentu Obrony przed nasileniem działań zbrojnych w Laosie, z którym Stany Zjednoczone nie były w stanie wojny. Od marca 1969 trwały tajne naloty bombowe na Kambodżę (operacje „Menu”, „Breakfast”, „Freedom Deal”), uzasadniane założeniami doktryny przeciwpartyzanckiej, które objęły cały kraj po zawieszeniu broni w Wietnamie w lutym 1973 – spadła wówczas w ciągu sześciu miesięcy na kambodżańską wieś niemal połowa z 2,5 mln ton zrzuconych bomb. Cel misji był rejestrowany fałszywie jako Wietnam Południowy. Kissinger osobiście planował bombardowania w Kambodży i nadzorował utrzymywanie ich w tajemnicy, tropiąc źródła przecieków. Operacje wyszły na jaw podczas afery Watergate w 1973. Zarówno strategia „pokoju z honorem” w Wietnamie, jak i zmasowane naloty na Kambodżę budzą niemałe kontrowersje. „Pokój z honorem” przedłużył wojnę o cztery lata i kosztował życie 22 000 żołnierzy amerykańskich oraz niezliczonej liczby Wietnamczyków. Bombardowanie Kambodży, które pochłonęło według ostrożnych szacunków Bena Kiernana 50–150 tys. bezpośrednich ofiar i odbywało się za zgodą proamerykańskiego rządu w Phnom Penh, dokonało fizycznego i psychologicznego spustoszenia kraju, wywołując głód i przyczyniając się do masowych mordów pod rządami Czerwonych Khmerów.
27 stycznia 1973 Kissinger i jego północnowietnamski partner negocjacyjny Lê Đức Thọ ostatecznie podpisali porozumienie o zawieszeniu broni, kończące bezpośrednie zaangażowanie Stanów Zjednoczonych w konflikt. W tym samym roku obaj politycy zostali uhonorowani Pokojową Nagrodą Nobla, której przyjęcia Lê odmówił, pozostawiając Kissingera jako jedynego jej odbiorcę. Przyznanie Kissingerowi nagrody jest uznawane za jedną z najbardziej kontrowersyjnych decyzji przyznającego ją Norweskiego Komitetu Noblowskiego w historii. Jako protest przeciwko tej decyzji dwóch członków Komitetu zrezygnowało z członkostwa, co stało się po raz pierwszy w historii przyznawania tej nagrody.
Kissinger miał także niemały wkład w rozwój relacji Stanów Zjednoczonych z Chińską Republiką Ludową. W 1971 odbył dwie tajne podróże do tego państwa, torując drogę do historycznej wizyty prezydenta Richarda Nixona w Chinach w 1972 i normalizacji stosunków chińsko-amerykańskich w 1979.

### Traktaty z czasów zimnej wojny i wojna Jom Kipur
Kissinger odegrał także kluczową rolę w doprowadzeniu do tzw. „odprężenia” (détente) w relacjach między Stanami Zjednoczonymi a Związkiem Radzieckim na początku lat 70. XX wieku. W 1972 negocjował I traktat o ograniczeniu zbrojeń strategicznych (Strategic Arms Limitation Treaty I, SALT I) i traktat przeciwko systemom antybalistycznym (Anti-Ballistic Missile Treaty, ABMT), pomagając załagodzić napięcia między dwoma supermocarstwami okresu zimnej wojny.
Kiedy „odprężenie” było zagrożone wskutek wybuchu w październiku 1973 wojny Jom Kipur między Izraelem, sojusznikiem USA a Egiptem, sojusznikiem ZSRR, Kissinger okazał się mieć decydujący wpływ na kierowanie wysiłkami dyplomatycznymi w celu zapobieżenia eskalacji wojny w globalną konfrontację.

### Zaangażowanie w Ameryce Południowej

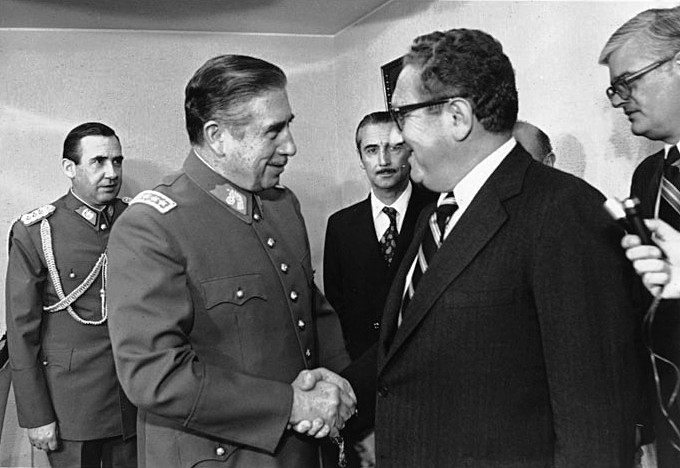
Prezydent Chile Augusto Pinochet (po lewej) i Henry Kissinger w 1976

W 1970 wybory prezydenckie w Chile wygrał Salvador Allende, polityk o mocno lewicowych poglądach, pragnący wprowadzić w kraju ustrój socjalistyczny. W obawie przed scenariuszem podobnym do tego, który doprowadził do rewolucji na Kubie, w wyniku której Kuba wypadła z amerykańskiej strefy wpływów gospodarczych władze Stanów Zjednoczonych zdecydowały o podjęciu wielowymiarowych działań w celu obalenia chilijskiego prezydenta, w których znaczącą rolę odegrała Centralna Agencja Wywiadowcza (CIA). Ukoronowaniem działań był przeprowadzony 11 września 1973 przez naczelnego dowódcę chilijskiej armii Augusto Pinocheta pucz zakończony śmiercią Allende i dojściem junty Pinocheta do władzy w kraju. O zainspirowanie puczu oskarżany był Henry Kissinger. Sam odrzucał te zarzuty, jednak amerykański autor Robert Dallek, na podstawie taśm z rozmowami Nixona z Kissingerem ponad wszelką wątpliwość wykazał zaangażowanie ich obu po stronie sprawców puczu.
Kissingerowi przypisywano także zaangażowanie w operację „Kondor”, tajny program represji politycznych i zabójstw wymierzonych w lewicową opozycję na terenie Ameryki Południowej, uzgodniony w 1975 w Santiago przez szefów wywiadu wojskowego Argentyny, Boliwii, Brazylii, Chile, Paragwaju i Urugwaju. Po otrzymaniu raportu o operacji „Kondor” Kissinger wstrzymał przekazanie zaangażowanym rządom noty ostrzegawczej w tej sprawie, przygotowanej przez Departament Stanu, na pięć dni przed chilijskim zamachem bombowym w Waszyngtonie na byłego ministra Orlanda Leteliera, głównego krytyka reżimu Pinocheta, tym samym usuwając przeszkodę w zamachu, o którym jednak nie wiedział.

### Działalność po ustąpieniu ze stanowiska sekretarza stanu

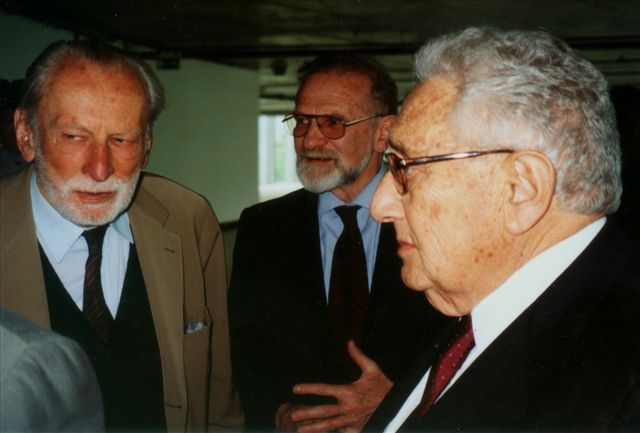
Henry Kissinger w rozmowie z Bronisławem Geremkiem i Jackiem Woźniakowskim w Warszawie w 2004

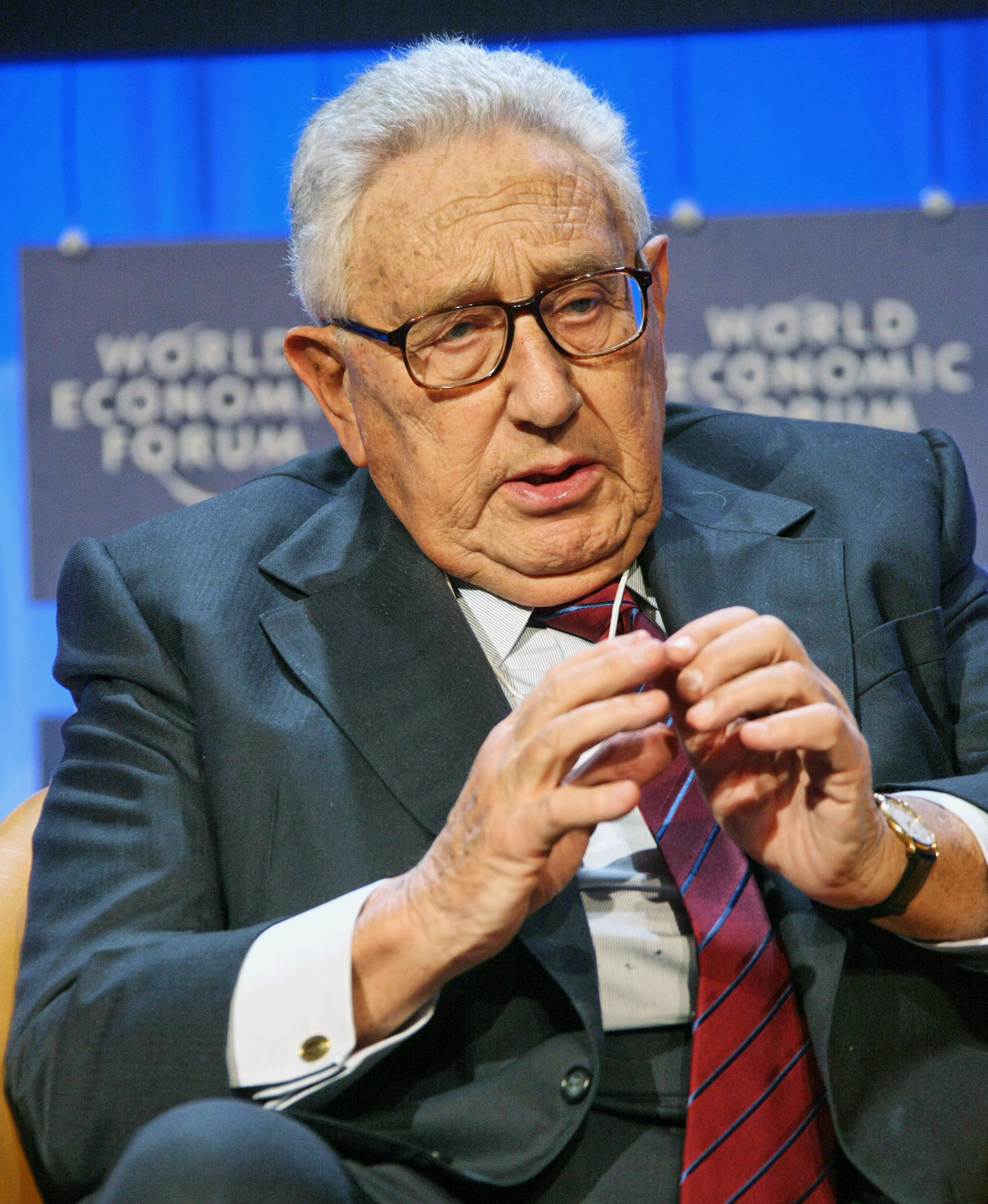
Henry Kissinger w trakcie Światowego Forum Ekonomicznego w Davos w 2008

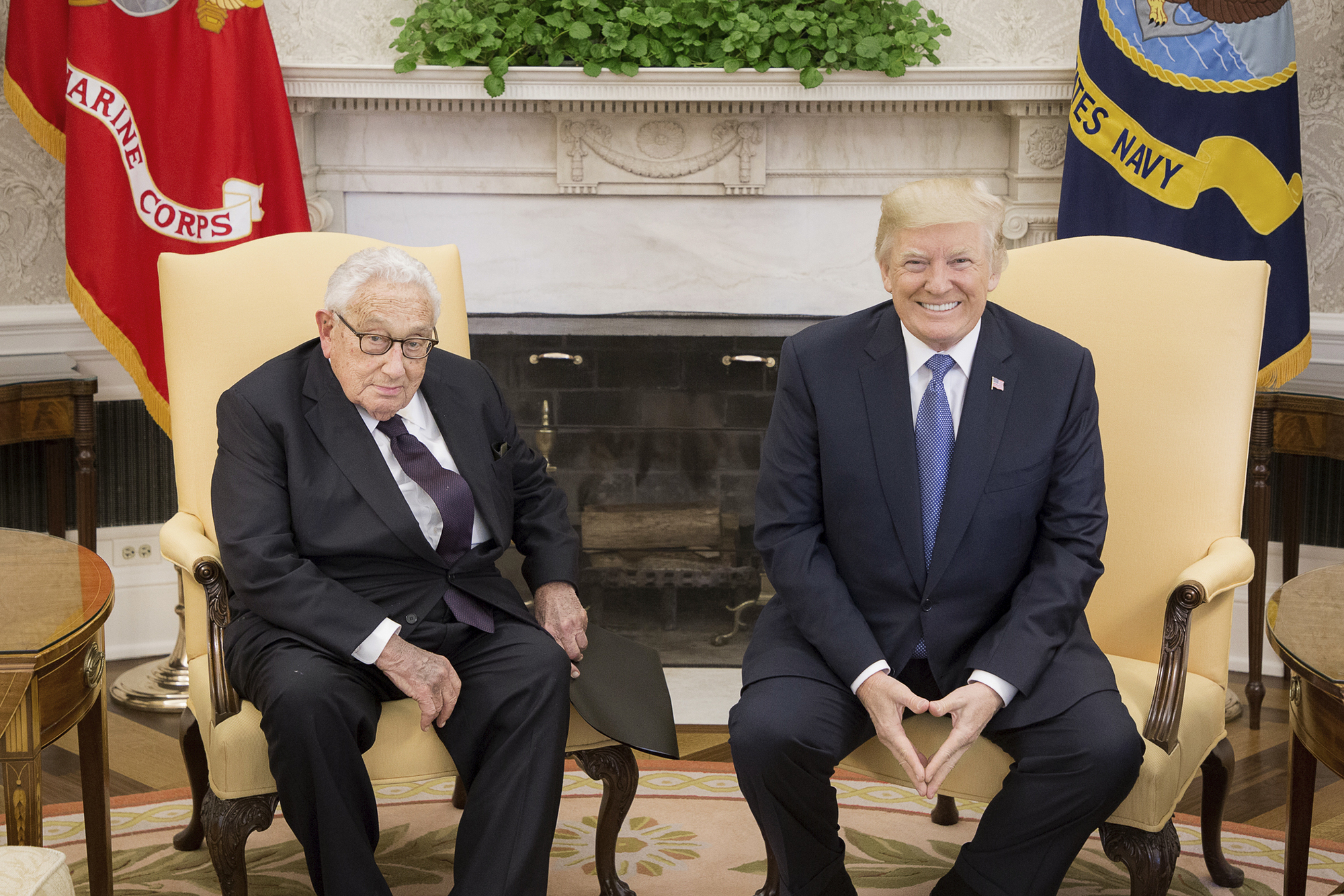
Henry Kissinger i prezydent Stanów Zjednoczonych Donald Trump podczas spotkania w Białym Domu w 2017

Henry Kissinger ustąpił ze stanowiska sekretarza stanu po zakończeniu kadencji administracji Geralda Forda w 1977, jednak wciąż odgrywał znaczącą rolę w amerykańskiej polityce zagranicznej. Gdy Sąd Najwyższy Chile odrzucił w 1979 pod naciskiem armii wniosek sądu federalnego Stanów Zjednoczonych o ekstradycję Manuela Contrerasa, byłego szefa wywiadu Chile, i dwóch jego współpracowników pod zarzutem zorganizowania zamachu terrorystycznego na terytorium USA, Kissinger prywatnie doradził ministrowi spraw zagranicznych Chile Hernanowi Cubillosowi twardy kurs wobec administracji Jimmy'ego Cartera. W 1983 prezydent Stanów Zjednoczonych Ronald Reagan powierzył mu przewodzenie Dwupartyjnej Komisji Narodowej ds. Ameryki Środkowej (National Bipartisan Commission on Central America). W latach 1984–1990, zarówno pod rządami Ronalda Reagana jak i jego następcy George’a H.W. Busha, zasiadał w Radzie Doradczej Prezydenta ds. Wywiadu Zagranicznego (President’s Foreign Intelligence Advisory Board).
Jeszcze w 1982 Kissinger założył międzynarodową firmę konsultingową Kissinger Associates. Pełnił także funkcję członka zarządu i powiernika wielu firm oraz fundacji.
W 1987 został uhonorowany Nagrodą Karola Wielkiego.
W 1997, 2004 i 2012 składał wizyty w Warszawie.
W listopadzie 2002 został mianowany przez prezydenta George’a W. Busha przewodniczącym nowo utworzonej Narodowej Komisji ds. Ataków Terrorystycznych na Stany Zjednoczone (National Commission on Terrorist Attacks Upon the United States, 9/11 Commission) mającej na celu zbadanie okoliczności, które doprowadziły do zamachów z 11 września 2001. 13 grudnia tego roku w odpowiedzi na pytania dotyczące potencjalnego konfliktu interesów w związku z powiązaniami z kilkoma organizacjami i osobami publicznymi zrezygnował z funkcji przewodniczącego komisji.
Odegrał rolę w tzw. sprawie szpiegowskiej Rio Tinto z lat 2009–2010. Zgodnie z doniesieniami medialnymi zainkasował blisko 5 milionów dolarów za poinstruowanie koncernu wydobywczego Rio Tinto, jak odciąć się od aresztowanego w Chinach za łapówkarstwo pracownika, obywatela Australii Sterna Hu, i zbudować dobre relacje z chińskimi władzami.
Tuż po wyborze na prezydenta Stanów Zjednoczonych w 2016 Donald Trump zwrócił się do Kissingera z prośbą, aby został jego doradcą o specjalnym charakterze. 17 listopada 2016 Kissinger odbył spotkanie z prezydentem elektem Trumpem, podczas którego obaj politycy omówili sprawy globalne. W maju 2017 Kissinger spotkał się z Trumpem w Białym Domu.
W ostatnich latach życia wciąż pozostawał czynnym obserwatorem i komentatorem wydarzeń międzynarodowych. Wypowiedział się publicznie m.in. na temat rozpoczętej w lutym 2022 inwazji Rosji na Ukrainę oznajmiając, że niepowodzenie we wznowieniu negocjacji z Rosją i dalsza alienacja Kremla będzie miała straszne długoterminowe konsekwencje dla stabilności w Europie, a także że Rosja i Ukraina powinny zawrzeć porozumienie przywracające status quo ante bellum (w praktyce oznaczałoby to formalne zrzeczenie się przez Ukrainę praw do swoich terytoriów kontrolowanych przez Rosję przed rozpoczęciem inwazji) oraz trwającej od października 2023 wojny Izraela z Hamasem twierdząc, że prawdziwym celem Hamasu i jego zwolenników „może być jedynie zmobilizowanie świata arabskiego przeciwko Izraelowi i zejście z toru pokojowych negocjacji”.

## Życie prywatne

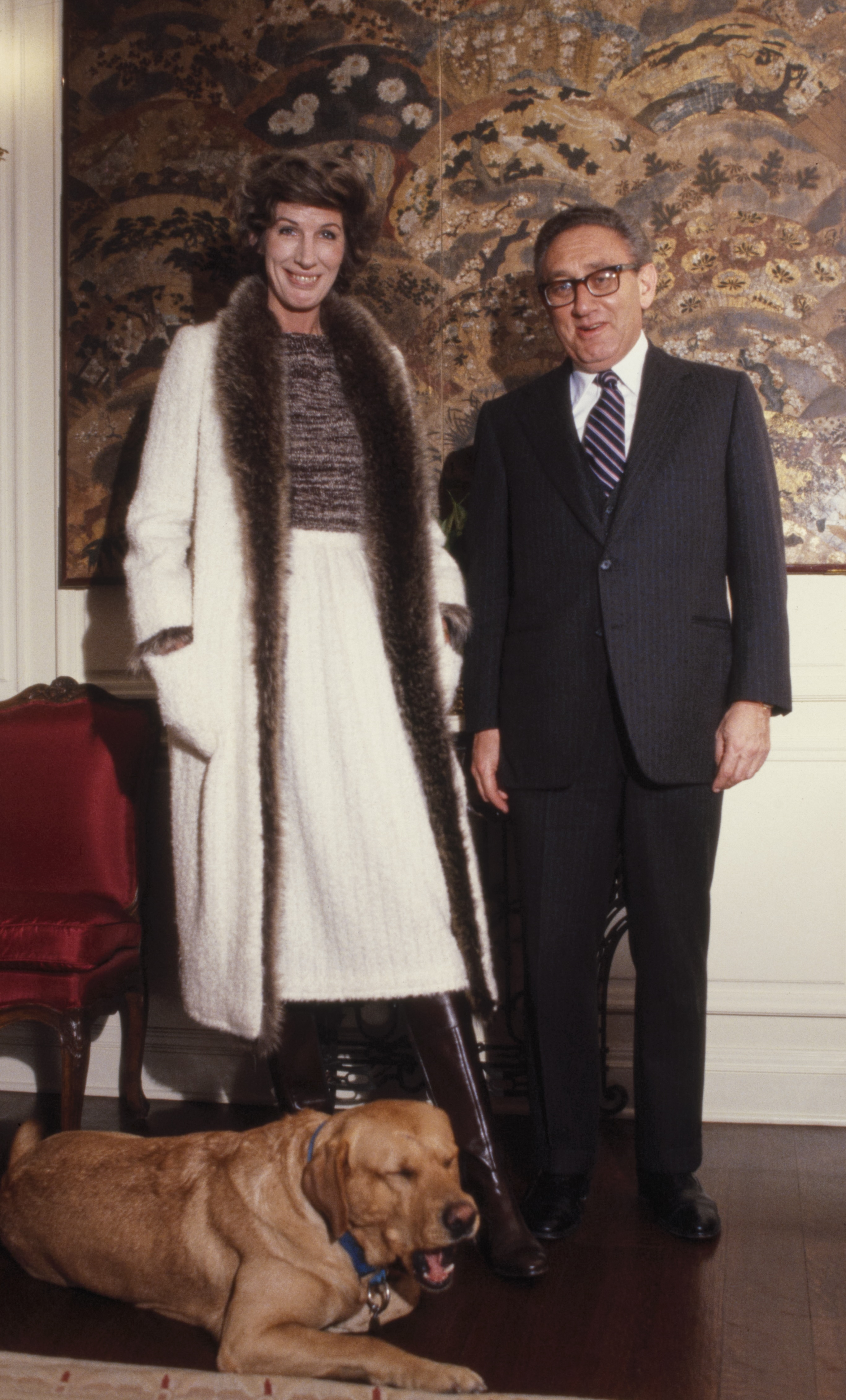
Henry Kissinger z żoną Nancy w 1978

Początkowo był żonaty z Ann Fleischer, z którą miał córkę Elizabeth, urodzoną w 1959 i syna Davida, urodzonego w 1961. Małżonkowie rozwiedli się w 1964; w tym samym roku Kissinger poznał na narodowej konwencji Partii Republikańskiej w San Francisco filantropkę Nancy Maginnes. W 1974 wziął ślub z Maginnes. Małżeństwo trwało do jego śmierci.
Był mocno związany ze swoim rodzinnym miastem, Fürth. W czasach współczesnych nieraz je odwiedzał, m.in. w roku 2004, 2012 i 2023, z kolei w 2007 został jednym z członków założycieli Fundacji Obywatelskiej w Fürth (Fürther Bürgerstiftung). Był ponadto zagorzałym kibicem lokalnego klubu piłkarskiego SpVgg Greuther Fürth.
Zmarł 29 listopada 2023 w swoim domu w mieście Kent w stanie Connecticut w wieku 100 lat.

## Ocena dokonań politycznych
Henry Kissinger wyróżnia się jako dominujący amerykański mąż stanu i twórca polityki zagranicznej końca XX wieku. Wielu politologów uznaje go za najlepszego amerykańskiego sekretarza stanu w historii. Dzięki swojej sprawności intelektualnej i twardemu, zręcznemu stylowi negocjacyjnemu Kissinger zakończył wojnę wietnamską i znacznie poprawił stosunki Stanów Zjednoczonych z ich dwoma głównymi wrogami z czasów zimnej wojny, Chinami i Związkiem Sowieckim.  

Niemniej jednak bezlitośnie pragmatyczna, czasami makiaweliczna taktyka Kissingera, będącego zwolennikiem polityki realnej (realpolitik) przyniosła mu tyle samo krytyków, co wielbicieli. Brytyjski pisarz Christopher Hitchens dowodził w wydanej w 2001 książce Trial of Henry Kissinger, że były sekretarz stanu powinien być sądzony za zbrodnie wojenne lub ich tuszowanie w Indochinach, Bangladeszu, Chile, Timorze Wschodnim i na Cyprze. Wkrótce po opublikowaniu książki Hitchensa Kissinger został pozwany w Waszyngtonie w związku z zabójstwem chilijskiego generała oraz wezwany do złożenia zeznań przez sędziów we Francji (Roger Le Loire), Hiszpanii (Baltasar Garzón), Argentynie (Rodolfo Canicoba Corral) i Chile (Juan Guzmán Tapia); nie stawił się na wezwanie sądu w Paryżu opuszczając Francję. Prawicowy propagator teorii spiskowych Gary Allen wykazywał w swojej wydanej w pierwszej połowie lat 70. XX wieku publikacji Kissinger: Secret Side of the Secretary of State, że wiele decyzji podejmowanych przez dyplomatę było zadziwiająco korzystnych dla Sowietów i obozu komunistycznego a szkodliwych dla amerykańskich, antykomunistycznych sojuszników. Christopher Story, były doradca brytyjskiej premier Margaret Thatcher pisał zaś w pierwszej dekadzie XXI wieku, że Kissinger był potrójnym agentem amerykańsko-niemiecko-sowieckim. Miał pracować m.in. dla widmowej zachodnioniemieckiej organizacji wywiadowczej DVD, założonej przez weteranów nazistowskich tajnych służb i mającej siedzibę w Dachau. Niezależnie jednak od indywidualnych ocen, komentatorzy są zgodni, że obecny porządek międzynarodowy jest efektem polityki Kissingera. Sam Kissinger tak ujął sens swojej działalności: 

Rzadko w historii mężowie stanu znajdują środowisko, w którym wszystkie czynniki są tak podatne na formowanie; pomyślałem, że przed nami stoi szansa na kształtowanie wydarzeń, zbudowanie nowego świata, ujarzmiając energię i marzenia narodu amerykańskiego oraz nadzieje ludzkości.

## Publikacje
Henry Kissinger napisał ponad 20 książek oraz niezliczoną ilość artykułów prasowych o amerykańskiej polityce zagranicznej i historii dyplomacji. Poniżej przedstawiono niektóre z nich.

### Wydane w języku angielskim
Prace dyplomowe
- The Meaning of History: Reflections on Spengler, Toynbee and Kant (1950)
- Peace, Legitimacy, and the Equilibrium: A Study of the Statesmanship of Castlereagh and Meternich [sic] (praca doktorska, Uniwersytet Harvarda, 1954)[52]

Wspomnienia
- The White House Years (1979)
- Years of Upheaval (1982)
- Years of Renewal (1999)

Polityczne
- A World Restored: Metternich, Castlereagh and the Problems of Peace, 1812–22(inne języki) (1957, na podstawie pracy doktorskiej)
- Nuclear Weapons and Foreign Policy (1957, Harper & Brothers)
- The Necessity for Choice: Prospects of American Foreign Policy (1961)
- The Troubled Partnership: A Re-Appraisal of the Atlantic Alliance (1965, Greenwood Press)
- American Foreign Policy: Three Essays(inne języki) (1969)
- For the Record: Selected Statements 1977–1980 (1981)
- Observations: Selected Speaches and Essays 1982–1984 (1985, Little, Brown and Company)
- Diplomacy (1994, Simon & Schuster)
- Kissinger Transcripts: The Top Secret Talks With Beijing and Moscow (1998, New Press, edycja William Burr)
- Does America Need a Foreign Policy?: Toward a Diplomacy for the 21st Century(inne języki) (2001)
- Vietnam: A Personal History of America’s Involvement in and Extrication from the Vietnam War (2002)
- Crisis: The Anatomy of Two Major Foreign Policy Crises (2003, Simon & Schuster)
- On China(inne języki) (2011, Penguin Press)
- World Order(inne języki) (2014, Penguin Press)

Inne
- The Age of AI: And Our Human Future (2021, Little, Brown and Company)
- Leadership: Six Studies in World Strategy(inne języki) (2022, Penguin Books)

Wybrane artykuły prasowe
- „Reflections on Containment” (Foreign Affairs, 1994)[53]
- „Between the Old Left and the New Right” (Foreign Affairs, 1999)[54]
- „The Pitfalls of Universal Jurisdiction” (Foreign Affairs, 2001)[55]
- „The Future of U.S.-Chinese Relations” (Foreign Affairs, 2012)[56]
- „The Path to AI Arms Control” (z Grahamem Allisonem(inne języki); Foreign Affairs, 2023)[57]

### Przełożone na język polski
- Dyplomacja (1996, Philip Wilson)
- Kryzys: Anatomia dwóch kryzysów (2005, Wydawnictwo Dolnośląskie)
- Porządek światowy (2017, Wydawnictwo Czarne)[58]
- O Chinach (2017, Wydawnictwo Czarne)[59]
- Świat przywrócony. Metternich, Castlereagh i zagadnienie pokoju 1812–1822 (2022, Universitas)[60]

## Odznaczenia

### Amerykańskie
- Brązowa Gwiazda (1945)[8]
- Prezydencki Medal Wolności (1977)[2]
- Medal of Liberty(inne języki) (1986)[61]
- Ellis Island Medal of Honor(inne języki)[62]
- Medal Departamentu Obrony za Wybitną Służbę Publiczną (2016)[63]

### Zagraniczne
- Krzyż Wielki Orderu Zasługi Republiki Włoskiej (Włochy, 1976)[64]
- Krzyż Wielki Orderu Zasługi Republiki Federalnej Niemiec (Niemcy Zachodnie, 1977)
- Rycerz Komandor Orderu Imperium Brytyjskiego (Wielka Brytania, 1995)
- Kawaler Komandor Orderu św. Michała i św. Jerzego (Wielka Brytania, 1995)[2]
- Krzyż Wielki Orderu Zasługi Rzeczypospolitej Polskiej (Polska, 1997)[65]
- Order „Za zasługi” III klasy (Ukraina, 1997)[66]
- Order Tomáša Garrigue Masaryka I klasy (Czechy, 1998)
- Bawarski Order Zasługi (Niemcy, Bawaria, 2005)
- Order Zasługi Badenii-Wirtembergii (Niemcy, Badenia-Wirtembergia, 2007)
- Medal Prezydencki(inne języki) (Izrael, 2012)[67]
- Order Maksymiliana (Niemcy, Bawaria, 2023)[45]

## Nagrody i wyróżnienia
- Pokojowa Nagroda Nobla (razem z Lê Đức Thọ, 1973)
- Złoty Medal Obywatelski (Goldenen Bürgermedaille) miasta Fürth (1973)[44]
- Nagroda Karola Wielkiego (1987)
- Tytuł honorowego obywatela miasta Fürth (1998)[44]
- Tytuł doktora honoris causa Uniwersytetu Waseda (2007)[68]

## Wykorzystanie w kulturze
Henry Kissinger jest drugoplanową postacią w powieści Ericha Segala Absolwenci. W 2018 w filmie Vice w reżyserii Adama McKaya w postać Kissingera wcielił się Kirk Bovillk. W filmie Golda z 2023 w postać Kissingera wcielił się Liev Schreiber.